# Brahmina simplex
Brahmina simplex är en skalbaggsart som beskrevs av Frey 1972. Brahmina simplex ingår i släktet Brahmina och familjen Melolonthidae. Inga underarter finns listade.